# Slät tallkapuschongbagge
Slät tallkapuschongbagge (Stephanopachys linearis) är en skalbaggsart som först beskrevs av Johann Gottlieb Kugelann 1792.  Slät tallkapuschongbagge ingår i släktet Stephanopachys och familjen kapuschongbaggar. Enligt den finländska rödlistan är arten nära hotad i Finland. Arten är reproducerande i Sverige. Artens livsmiljö är moskogsbrandfält. Inga underarter finns listade i Catalogue of Life.